# فوردویچ
latitudeفوردویچlongitudeفوردویچ
فوردویچ (به انگلیسی: Fordwich) یک شهرک در بریتانیا است که در انگلستان واقع شده‌است.

## خصوصیات
فوردویچ ۱٫۸۱ کیلومترمربع مساحت و ۳۸۱ نفر جمعیت دارد.